# Коротке замикання (фільм, 2009)
«Коротке замикання» (рос. Короткое замыкание) — п'ять новел, об'єднаних однією ідеєю у повнометражний фільм, що було знято 2009 року п'ятьма молодими російськими режисерами віком від 33 до 40 років, кожному з яких належить один з епізодів картини. Головною темою кожної новели є кохання в усіх його проявах.

## Сюжет
- «Ганьба» (рос. Позор, режисер Борис Хлєбніков)

Журналіст-початківець отримав важливе завдання у редакції — написати матеріал про прокладання теплотраси у дворі житлового будинку. Потрапивши на місце призначення, замість слідів будівництва він знаходить на трансформаторній будці зізнання у коханні. Юнак вражений фактом існування таких сильних почуттів поряд з ницістю та сірістю обшарпаних будинків та гаражів, тож вирішує донести усю їх повноту до тої, на чию адресу вони були надіслані.
- «Відчувати» (рос. Ощущать, режисер Іван Вирипаєв)

Вона вперше приїхала з Варшави до Москви, де була вражена майже всім: парадом на 9-те травня, винищувачами над Кремлем та багатьма іншими речами, серед яких, безумовно, одне з провідних місць займають затишні подвір'я міста. В одному з таких подвір'їв Вона й зустріла Його. Вона не розуміє жодного слова російською, він польською… Та чи важливо це? Важливо просто відчувати…
- «Терміновий ремонт» (рос. Срочный ремонт, режисер Петро Буслов)

Глухонімий чоботар працює у майстерні, що розміщена у підвалі. Після закінчення робочого дня бабуся, що приймає замовлення, йде додому і лишає його сам-на-сам з купою взуття, яке потребує ремонту чи очікує на власників. За взуттям чоботар може багато чого сказати про людину. Цього разу він був впевнений, що ці витончені білі туфлі носить найкраща дівчина у світі. А дівчина виявилася зовсім не такою. І від цього так боляче.
- «Кім» (рос. Ким, режисер Олексій Герман)

На туманному острові серед моря знаходиться лікарня для душевнохворих. Колись одна з найвідоміших, за словами лікарів, а зараз забута Богом та людьми. Новий пацієнт Кім, в минулому цирковий актор, ненадовго приносить світло у життя хворих. Причому робить це у прямому розумінні цих слів — він володіє здатністю запалювати лампочки доторком руки. Кім бажає зробити щось приємне і для однієї медсестри, до якого у нього виникає симпатія. Втім, інші лікарі вважають, що любов та магнетизм — то хвороби, які досить успішно лікуються інсуліновим шоком.
- «Поцілунок креветки» (рос. Поцілунок креветки, режисер Кирило Серебренніков)

Хлопець у ростовому костюмі креветки має закликати відвідувачів до ресторану морської кухні на набережній. Однак перехожі чомусь не реагують на його заклики. До тих пір, поки він не починає їх цілувати в губи. Черстві та налякані люди жорстоко обходяться з Креветкою, застосовуючи силу до нав'язливого незнайомця. Після четвертого нокауту хлопець випадково натрапляє на прекрасну напівоголену дівчину, за якою готовий слідувати хоч куди. Навіть у річку з мосту. На щастя, Креветка має чим розрахуватися з човнярем, що відвезе їх подалі від нерозуміючих мас.

## Головні ролі
- Олександр Яценко — журналіст Саша, епізод «Ганьба»
- Ірина Бутанаєва — Оля, епізод «Ганьба»
- Ілля Щербинін — хуліган, епізод «Ганьба»
- Олексій Філімонов — герой епізоду «Відчувати»
- Кароліна Грушка — іноземка, епізод «Відчувати»
- Іван Добронравов — чоботар, епізод «Терміновий ремонт»
- Євгенія Свиридова — дівчина, епізод «Терміновий ремонт»
- Карім Пакачаков — Кім, епізод «Кім»
- Ганна Єкатерининська — Тетяна, епізод «Кім»
- Юрій Чурсін — хлопець в костюмі креветки, епізод «Поцілунок креветки»
- Юлія Пересільд — Іра, епізод «Поцілунок креветки»
- Тетяна Жукова-Кіртбая -  бабуся

## Знімальна група
- Режисери: Кирило Серебренніков, Петро Буслов, Іван Вирипаєв, Олексій Герман, Борис Хлєбніков
- Автори сценарію: Борис Хлєбніков, Максим Курочкін, Іван Угаров, Іван Вирипаєв
- Продюсери: Сабіна Єрємєєва
- Оператори-постановники: Федір Лясс, Шандор Беркеші, Ігор Гринякін, Євген Привін, Олег Лукічов
- Художники-постановники: Ольга Хлєбнікова, Маргарита Аблаєва, Уляна Рябова, Сергій Тирін, Микола Симонов
- Композитор: Дарин Сисоєв (у епізоді «Поцілунок креветки»)
- Звукорежисери: Максим Біловолов, Роман Хохлов, Борис Войт, Андрій Коринський
- Монтаж: Іван Лебедєв, Сергій Іванов, Павло Ханютин
- Художники-гримери: Раїса Молчанова, Ольга Мірошниченко, Ірина Ляшто, Наталя Вострякова, Галина Устименко
- Костюми: Світлана Михайлова, Євгенія Євгієнко, Анастасія Білова, Надія Богданова

## Фестивалі
- 2009 — представлений в рамках 66-го Венеційського фестивалю.
- 2009 — був фільмом відкриття 20-го російського кінофестивалю «Кінотавр».

## Технічні дані
- Виробництво: студія «Слон»
- Художній фільм, кольоровий
- Звук: Dolby Digital.
- Тип зйомки: кіноплівка 35 mm.
- Прем'єрний показ у кінотеатрі: 19 листопада 2009 року
- Касові збори в Росії: $150 149
- Глядачі: 6 200 чоловік